# Pablo Derqui Maestre
Pablo Derqui Maestre   (Barcelona, 10 d'agost de 1976) és un actor català.
Es va llicenciar en Humanitats per la Universitat Pompeu Fabra el 1998, i en Interpretació a l'Institut del Teatre el 2003. Ha treballat en cinema i televisió, encara que és en l'àmbit teatral en el qual més s'ha desenvolupat. Resident a Barcelona, la popularitat li arriba sobretot per la participació en sèries de televisió com Hispania, Ventdelplà, Isabel, La catedral del mar, Nit i dia i Si no t'hagués conegut.

## Teatre
- Pedro Páramo de Juan Rulfo, dirigit per Mario Gas (Temporada Alta 2020, Teatre Romea 2021)[3]
- La dansa de la Venjança de Jordi Casa. Dir. Pere Riera (2019).
- Calígula de Albert Camus. Dir. Mario Gas (2017).
- L'ànec salvatge de Henrik Ibsen. Dir. Julio Manrique (2017).
- Una giornata particolare de Ettore Scola and Ruggero Maccari. Dir. Oriol Broggi (2015-2016).
- Desde Berlín. Tributo a Lou Reed de Juan Villoro, Juan Cavestany y Pau Miró. Dir. Andrés Lima (2014-2015).
- L'Orfe del clan dels Zhao de Ji Junxiang. Dir. Oriol Broggi (2014-2015).
- Un enemic del poble de Henrik Ibsen. Dir. Miguel del Arco (2014).
- 28 i mig de Jeroni Rubió. Dir. Oriol Broggi (2013).
- Roberto Zucco de Bernard-Marie Koltès. Dir. Julio Manrique (2013).
- Hedda Gabler de Henrik Ibsen. Dir. David Selvas (2012-2013).
- Mort d'un viatjant de Arthur Miller. Dir. Mario Gas (2009).
- Unes veus de Joe Penhall. Dir. Marta Angelat (2007-2008).
- Tenim un problema! de Frank Vickery. Dir. Àngel Llàcer (2005-2006).
- La màgia dels Ki-Kids de Àngel Llàcer and Roser Pujol. Dir. Àngel Llàcer (2005-2006).
- Bodas de sangre de Federico García Lorca. Dir. Antonio Calvo (2004).
- Ja en tinc 30 de Jordi Silva. Dir. Àngel Llàcer (2004).
- Porno de Dani Salgado. Dir. Dani Salgado (2004).
- Warholand de Dani Salgado. Dir. Dani Salgado (2003).
- La tempesta de William Shakespeare. Dir. Sílvia Ferrando (2003).
- Els justos de Albert Camus. Dir. Sílvia Ferrando (2003).
- Tatuatge de Dea Loher. Dir. Pep Pla (2002-2003).
- Sobre Pasolini de Pier Paolo Pasolini. Dir. Sílvia Ferrando (2002).
- Paraula de Bergman de Ingmar Bergman. Dir. Sílvia Ferrando (2002).
- La vuelta al día en 80 mundos de Julio Cortázar. Dir. Sílvia Ferrando (2002).

## Cinema
- Anatema (2023)
- Dos (2021), com a David.
- La vampira de Barcelona (2020), com a Fuster.
- La dona del segle (2018), com a Faustino Morgadas (TV Movie).
- Els fills del sol (2017), com a Dr. Calvet (TV Movie).
- Neruda (2016), com a Víctor Pey.
- María (y los demás) (2016), com a Jorge.
- Sabrás que hacer conmigo (2015), com a Nicolás.
- El Cafè de la Marina (2014), com a Claudi (TV Movie).
- Los ojos de Julia (2010), com a Ángel.
- Del amor y otros demonios (2009), com a Cayetano.
- Expulsados 1609, la tragedia de los moriscos (2009), com a Juan.
- Mà morta truca a la porta (2008), com a Jan (TV Movie).
- Barcelona (un mapa) (2007), com a David.
- Lo mejor de mí (2007), com a David.
- Fuerte Apache (2007), com a Ramón Cases.
- Salvador (Puig Antich) (2006), com a Jordi.
- El habitante incierto (2004), com a Policía 1.

## Televisió
- Dime quien soy (2020), com a Santiago.
- Benidorm (2020), com a Tony.
- La línea invisible (2020), com a Chamorro.
- Hernán (2019), com a Sacerdot.
- La caza. Monteperdido (2019), com a Álvaro Montrell.
- Si no t'hagués conegut (2018), com a Eduard Marina.
- Vida privada (2018), com a Guillem de Lloberola.
- La catedral del mar (2018), com a Joan Estanyol.
- Pulsaciones (2017), com a Alejandro "Alex" Puga Solano.
- Nit i dia (2016-17), com a Lluís Forés.
- Descalç sobre la terra vermella (2013), com a Daniel.
- Kubala, Moreno i Manchón (2012), com a Bernat.
- Isabel (2012), com a Enric IV de Castella.
- Hispania (2010-12), com a Héctor.
- El síndrome de Ulises (2007-08), com a Andrés Santaolaya.
- Ventdelplà (2007-10), com a Enric Comelles.
- Porca misèria (2005-07), com a Sergi.
- Pets-and-pets.com (2003), com a Axel.
- Majoria absoluta (2003), com a Guillem.
- Temps de silenci (2002), com a Pere Codina.